# 사이버방위센터
NATO 사이버방위센터(영어: NATO Cooperative Cyber Defence Centre of Excellence, 에스토니아어: NATO küberkaitsekoostöö keskus, NATO CCD COE)는 에스토니아 탈린에 위치한 북대서양 조약 기구(NATO)의 기구 중 하나이다. 이 센터는 2008년 5월 14일에 설립되었고, NATO의 완전한 인증을 받았다. 2008년 10월 28일에 국제 군사 기구의 지위를 획득했다.

## 역사
2003년, 에스토니아는 공식적으로 NATO에 가입하기 전에 Center of Excellence의 설립을 제안했다. 2006년 리가 정상회담에서는 공통 보안에 대한 비대칭 위협 중 사이버 공격 가능성을 나열하고 장기적으로 정보 시스템을 보호하기 위한 프로그램의 필요성을 인정했다. 2007년 에스토니아에 대한 사이버 공격은 모든 NATO 국가, 해당 기관 및 사회, 심지어 NATO 자체가 정보 및 통신 시스템의 중단 또는 침투에 대한 잠재적인 취약성을 처음으로 강조했다.
NATO 사이버방위센터 대한 에스토니아의 제안은 동맹의 야프 더 호프 스헤퍼르 사무총장으로부터 강력한 지원을 받았다. NATO는 2007년 4월 부분적으로 에스토니아의 경험에 비추어 상황 평가를 완료했으며 2008년 1월 사이버 방어에 관한 NATO 정책을 승인했다.
이 센터의 설립국은 에스토니아, 독일, 이탈리아, 라트비아, 리투아니아, 슬로바키아, 스페인이다. 다음 해, 헝가리, 폴란드, 미국, 네덜란드가 가입했다. 2014년에는 프랑스, 영국, 체코가 가입했으며, 오스트리아가 최초로 비 NATO 국가로서 가입했다. 2015년 11월, 핀란드, 그리스, 터키가 가입했다. 2019년 6월, 불가리아, 덴마크, 노르웨이, 루마니아가 가입했다.

## 회원국
2024년 3월 현재 이 센터에는 후원국(sponsoring nations)라고 불리는 32개의 NATO 회원국이 가입되어 있다.
- 벨기에
- 불가리아
- 캐나다
- 크로아티아
- 체코
- 덴마크
- 에스토니아
- 핀란드
- 프랑스
- 독일
- 그리스
- 헝가리
- 이탈리아
- 라트비아
- 리투아니아
- 몬테네그로
- 네덜란드
- 노르웨이
- 폴란드
- 포르투갈
- 루마니아
- 슬로바키아
- 슬로베니아
- 스페인
- 스웨덴
- 튀르키예
- 미국
- 영국

2024년 3월 현재 이 센터에는 기여 참여자(contributing participants)라고 불리는 7개의 비 NATO 회원국이 가입되어 있다.
- 오스트리아
- 오스트레일리아
- 대한민국
- 스위스
- 아일랜드
- 일본
- 우크라이나

아시아 국가로서는 한국이 최초로 기여 참여자로 가입하였으며, 일본이 그 뒤를 이었다.
우크라이나는 2021년 8월 회원가입을 신청했다. 2022년 2월 러시아의 우크라이나 침공 직전인 2022년 2월 헝가리가 우크라이나 가입을 차단했다. 그러나, 우크라이나는 2022년 3월에 기여 참가자로 승인되었다.

### 참가 자격
이 센터의 회원 자격은 모든 NATO 회원국에게 열려 있다. 센터는 또한 기여 참가자로서 비 NATO 국가, 대학, 연구 기관, 기업과 협력 관계를 구축할 수 있다.

## 같이 보기
- 연합변혁사령부